# Toby Young
Toby Daniel Moorsom Young (17 ottobre 1963) è un giornalista britannico autore del libro Un alieno a Vanity Fair, il racconto dei 5 anni in cui ha lavorato senza grande successo a Vanity Fair.

## Biografia
Suo padre era Don Michael Young, sociologo che introdusse il termine "meritocrazia". Sua madre, Sasha Moorsom, era scrittrice, scultrice e pittrice. Ha studiato al Brasenose College di Oxford dove si è diplomato in Filosofia, Politica ed Economia (MA). Ad Oxford diede vita ad un nuovo giornale, The Danube, scoprendo così il suo interesse nel giornalismo. Nel 1986 lasciò Oxford e iniziò a lavorare per il Times ma presto venne licenziato. Tra il 1988 ed il 1990 ha lavorato come assistente tecnico a Cambridge presso la Facoltà di Scienze Politiche e Sociali. 
Nel 1991 ha fondato il Modern Review con Julie Burchill e suo marito Cosmo Landesman. Nel 1995 decide di chiudere poiché il giornale era sull'orlo del fallimento. 
Presto si trasferì a New York a lavorare per Vanity Fair dove i colleghi lo accusano di essere pressante e fastidioso; la sua carriera è riportata nel libro Un alieno a Vanity Fair. Nel 1998 il suo contratto non è stato rinnovato ma rimane a New York e lavora per due anni presso il New York Press. Torna nel 2000 in Gran Bretagna a lavorare per il periodico The Spectator e come colonnista del Independent on Sunday e The Evening Standard. 
Nel 2002 ha partecipato ad una serie TV su Channel 4 Come Dine With Me che ha vinto. Nel 2008 è stato prodotto un film sul suo libro in cui Simon Pegg interpreta il ruolo del giornalista.
Young è sposato con Caroline Bondy con cui ha 4 figli. I due si sono conosciuti a Manhattan nel 1997 e si sono sposati nel 2000.

## Citazioni
Graydon Carter di Vanity Fair: "quelli che non sanno insegnare, scrivono. Quelli che non sanno scrivere, scrivono di loro stessi - Nel caso di Toby, infinitamente".